# Безакоње
Безакоње (енгл. The Anarchy) је био грађански рат у Енглеској и Нормандији између 1135. и 1154, који је одликовао слом реда и закона. Сукоб је настао због кризе о наслеђивању при крају владавине Хенрија I, када се краљев једини законити син Вилијам Аделин удавио у бродолому Белог брода 1120. године. Хенријеви покушаји да постави своју кћерку Матилду за свог наследника су били неуспешни, када је након његове смрти 1135. његов нећак Стивен од Блоа преузео власт уз помоћ свог брата Хенрија од Винчестера. Почетак Стивенове владавине је био обележен жестоким сукобима са енглеским баронима, побуњеним велшким вођама и шкотским инвазијама. Након велике побуне на југозападу Енглеске, Матилда је извршила инвазију на Енглеску уз помоћ свог полубрата Роберта од Глостера.
Ниједна страна није успевала да ондесе одлучну предност у првим годинама рата. Матилда је контролисала југозапад Енглеске и долину Темзе, док је Стивен контролисао југоисток. Замкови из овог периода су били лако брањиви и већина борби је било исцрпљујућег каратера и обухватала је опсаде, препаде и чарке између војски витезова и пешадинаца, од којих су многи били плаћеници. Стивен је 1141. заробљен након битке код Линколна, што је изазвало колапс његовог ауторитета у већем делу земље. Матилду је из Лондона протерала непријатељски расположена маса пре него што је стигла да буде крунисана за краљицу. Убрзо након тога је заробљен Роберт после битке код Винчестера и две стране су се сложиле да размене заробенике. Стивен је умало заробио Матилду 1142. током опсаде Оксфорда, али је Матилда побегла из оксфордског замка на сигурно преко залеђене Темзе.
Рат се наставио још много година. Матилдин супруг Жофруа од Анжуја је успешно покорио Нормандију, али у Енглеској ниједна страна није могла да однесе победу. Побуњени барони су почели да стичу још већу моћ у северној Енглеској и Источној Англији, са великим разарањима у областима већих борби. Матилда се 1148. вратила у Нормандију, оставиши свог сина Хенрија да водио рат у Енглеској. Стивену није успело да убеди цркву у Енглеској да призна његовог сина за следећег краља Енглеске. До почетка 1150-их барони и Црква су желели дуготрајнији мир.
Када је Хенри поново напао Енглеску 1153. војске обе стране нису биле вољне да ратују. Након ограниченог похода и опсаде Волингфорда, Стивен и Хенри су договорили Винчестерски мир, којим је Стивен признао Хенрија за свог наследника. Стивен је преминуо следеће године и Хенри II је започео дуг период обнове Енглеске. Хроничари су описивали овај период као онај у ком су „Христ и његове свеци заспали“, а викторијански историчари су назвали сукоб „безакоњем“ због хаоса, мада данашњи историчари споре тачност тог израза и тадашњих историјских навода.